# 小行星52337
小行星52337（52337 Compton）是一颗绕太阳运转的小行星，为主小行星带小行星。该小行星于1992年9月2日发现。
該小行星以美國物理學家阿瑟·康普頓命名。

## 轨道参数
小行星52337的轨道半长轴为2.3876184 UA，离心率为0.229。